# The End of the Innocence
The End of the Innocence é um álbum de Don Henley, lançado em 1989.